# Koralle

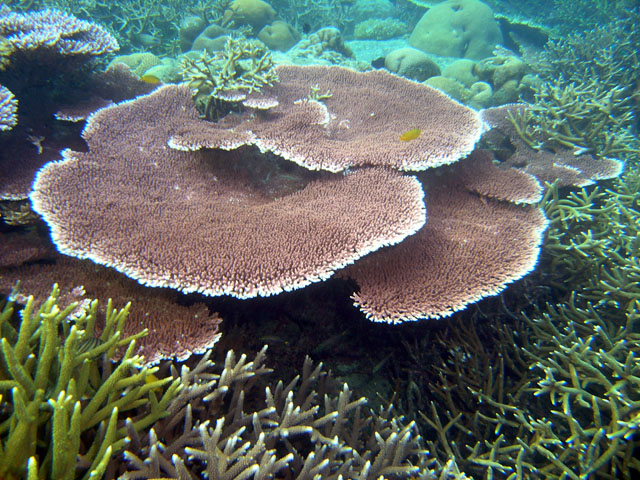
Verschiedene Steinkorallen

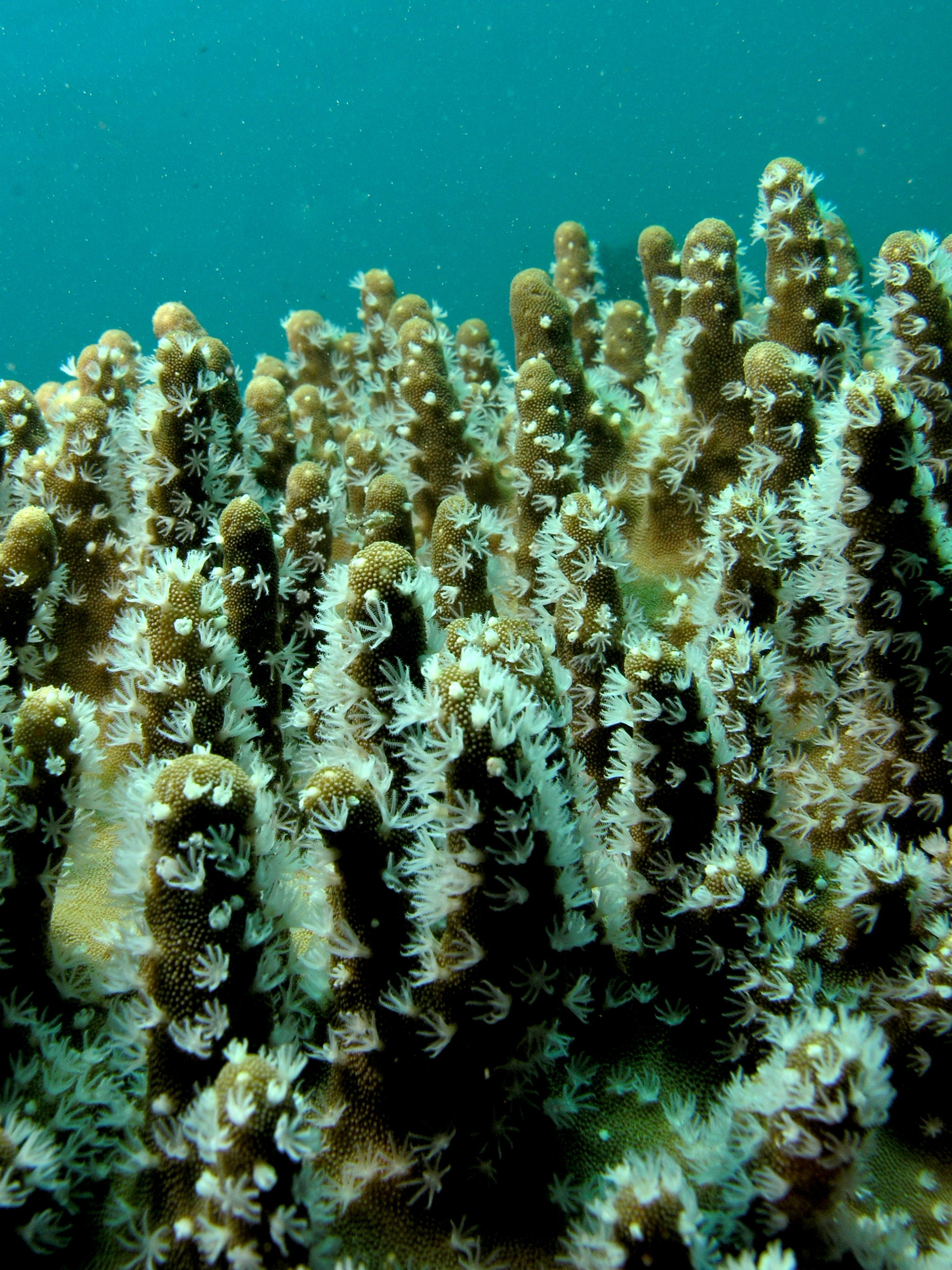
Lederkoralle der Gattung Lobophytum mit expandierten Polypen

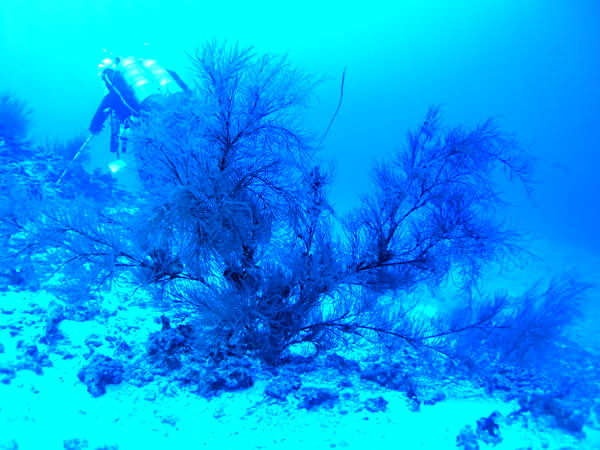
Schwarze Koralle

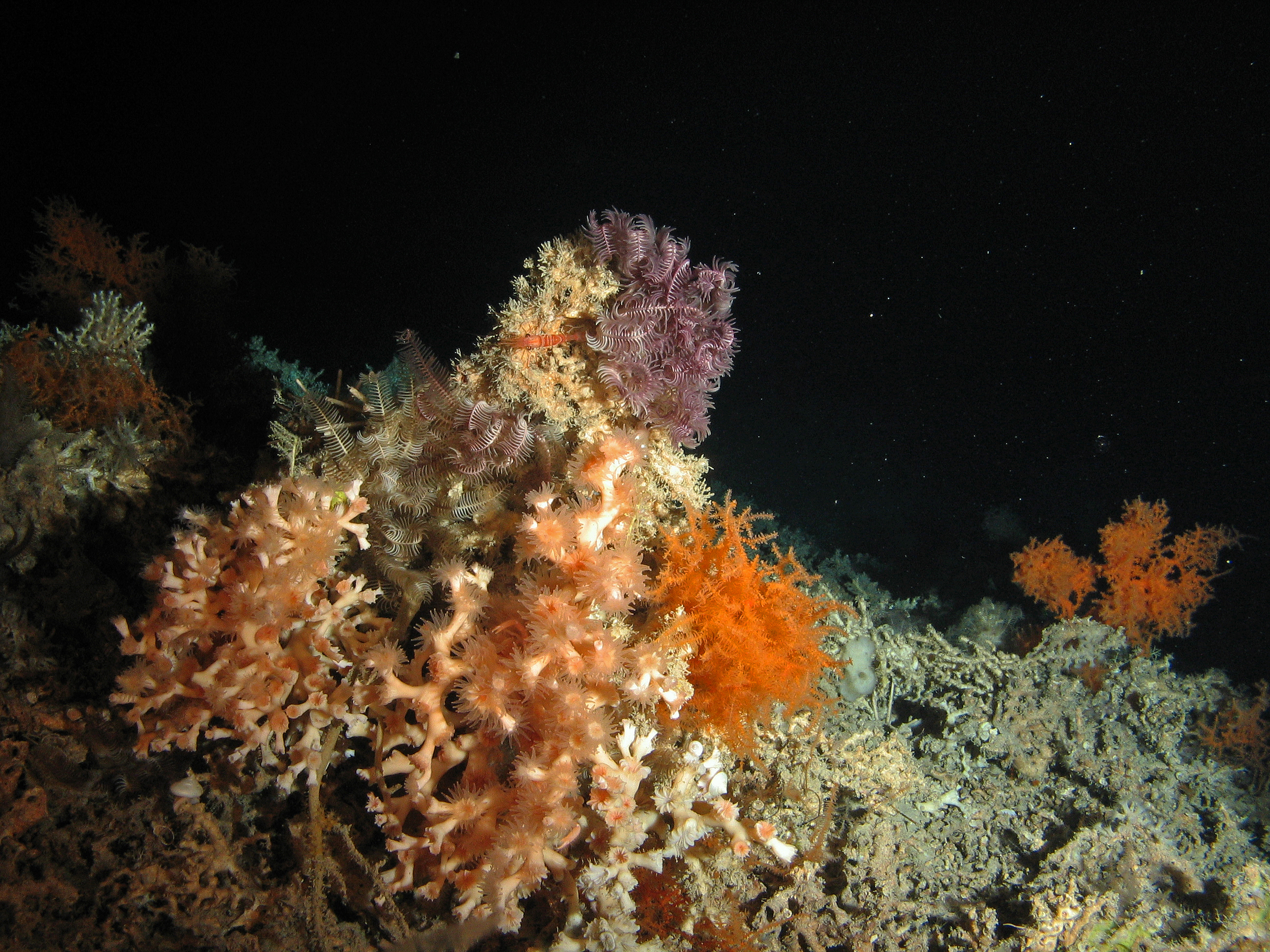
Kaltwasserkorallen vor Irland in 750 Meter Wassertiefe

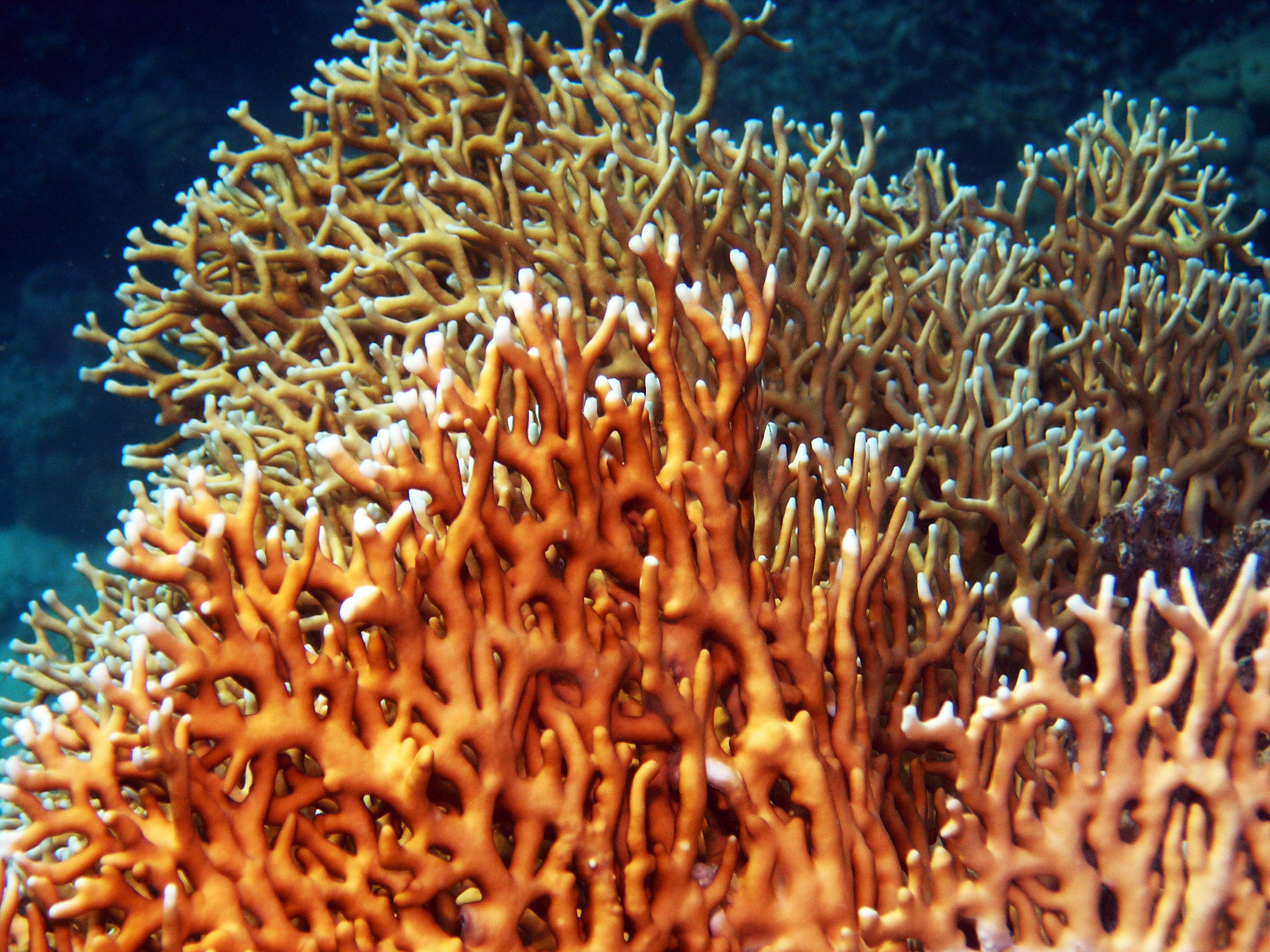
Feuerkoralle

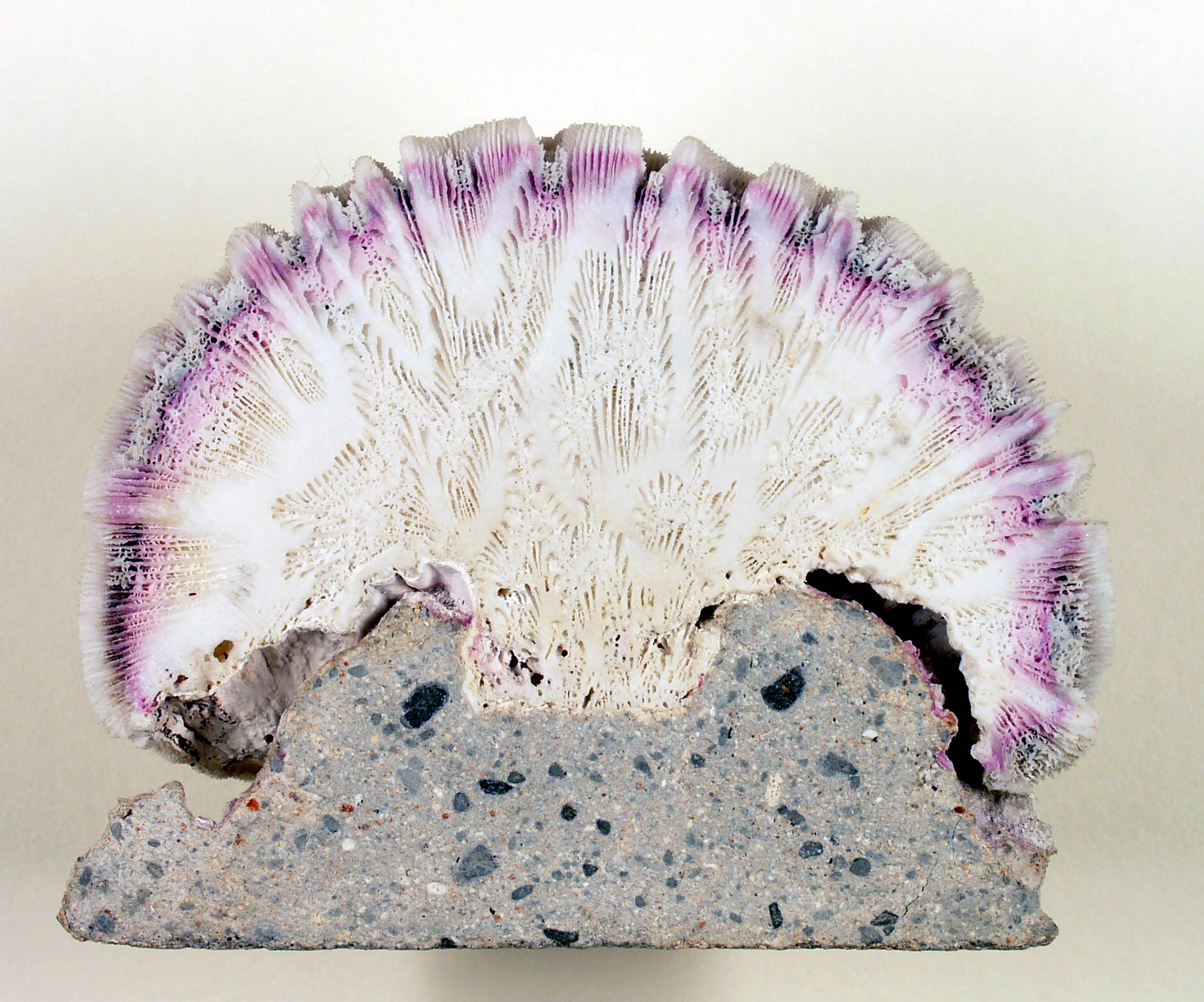
Schnitt durch eine Steinkoralle; zur Bestimmung der Wachstumsrate gefärbt

Als Korallen (wie älteres Coralle und lateinisch corallium von altgriechisch κοράλλιον korállion „Koralle“) werden sessile, koloniebildende Nesseltiere (Cnidaria) bezeichnet.
Als Koralle (im Mittelalter auch lateinisch Corallus genannt) wird häufig auch nur das Skelett der Weißen (Madrepora occulata) bzw. Roten Koralle (Corallium rubrum, synonym: Gorgonia nobilis) bezeichnet.

## Klassifikation
Die verschiedenen Gruppen von Korallen sind nicht näher miteinander verwandt, sondern gehören verschiedenen Taxa der Nesseltiere an. Am bekanntesten sind die Steinkorallen (Scleractinia), die den Hauptanteil an der Entstehung der Korallenriffe haben. Eine weitere bedeutende, artenreiche Gruppe sind die Oktokorallen (Octocorallia), zu denen die Weich-, Leder- und Röhrenkorallen sowie die Gorgonien gehören. Die Schwarzen Korallen (Antipatharia) sind mit etwa 235 Arten sehr viel artenärmer. Während die bisher genannten Gruppen Blumentiere (Anthozoa) sind, gehören die Feuer- (Millepora) und die Filigrankorallen (Stylasteridae) zur Klasse der Hydrozoa.
Neben den rezenten (heute lebenden) sind Rugosa und Tabulata ausgestorbene Korallengruppen. (Siehe dazu: Korallen der Schwäbischen Alb.)

## Biologie/Naturwissenschaften

### Allgemeines
Korallen kommen ausschließlich im Meer vor, insbesondere im Tropengürtel. Im Hinblick auf die Wuchsform wird zwischen Weichkorallen und Steinkorallen unterschieden, wobei letztere durch Einlagerungen von Kalk Skelette bilden, durch die Korallenbänke oder ein Korallenriff entstehen, da totes Skelettmaterial fortwährend von lebendigem Gewebe überwuchert wird. Korallenskelette bestehen zum größten Teil aus Aragonit, den die Korallentiere aus ihrer Fußscheibe oder ihrem Ektoderm absondern, um der Kolonie Stütze zu verleihen. Die Einzelskelette sind in der Regel pflanzenartig verzweigt, und an den Zweigenden, den Wachstumsspitzen, befinden sich oft farbenprächtige Polypen, die darüber hinaus den Eindruck vermitteln, Korallen seien unterseeische Blütenpflanzen.
Wie bei den meisten sessilen (= festsitzenden) Meerestieren handelt es sich auch bei Korallen um Filtrierer, d. h., sie ernähren sich auch durch das Herausfiltern von Mikroplankton, Nährstoffen und Spurenelementen aus dem strömungsreichen Meerwasser. Viele der Korallen, die in Nähe der Wasseroberfläche leben, ernähren sich jedoch nicht alleine durch Filtrieren von Plankton, sondern auch (oder sogar zum größeren Teil) durch Endosymbionten, d. h. in die Polypenzellen eingelagerte Symbiosealgen, sogenannte Zooxanthellen, welche auch die intensiven Farben im lebendigen Gewebe der Koralle verursachen. Diese einzelligen Algen sind mit ihrem Photosynthese-Stoffwechsel nahtlos in den Nährstoffhaushalt der Koralle eingebunden. Je nach vorhandenem Plankton kann die Größe der Korallenpolypen sehr unterschiedlich sein, deshalb unterscheidet man zwischen großpolypigen (LPS – Large Polyp Sclerantinia) und kleinpolypigen (Small Polyp Sclerantinia), wobei die Polypengröße von Millimeter-Bruchteilen bis zu mehreren Zentimetern variiert. Korallen gibt es seit über 400 Millionen Jahren; sie helfen dem Geologen bei Paläoklimarekonstruktionen (s. auch: Schuppen-Altersbestimmung (Biologie)).

### Kaltwasserkorallen
Neben den Steinkorallen der Tropen findet man auch Kaltwasserkorallen (oder Tiefseekorallen). Sie besitzen keine Zooxanthellen und ernähren sich ausschließlich durch die Filtration von Plankton. Sie werden erst seit den 1990er Jahren näher erforscht. Seitdem wurden sie in allen Weltmeeren (einschließlich Mittelmeer, aber nicht im Schwarzen Meer und nicht in der Ostsee) in Meerestiefen von 40 m (New England Seamount Chain) bis zu 3383 m (Nordatlantik) bei Temperaturen von 4 bis 12 °C nachgewiesen; hauptsächlich kommen sie aber in Tiefen zwischen 100 und 200 m unter dem Welleneinflussbereich vor.
Bis 2007 war eine vierstellige Zahl an Tiefwasserkorallenarten bekannt, die vor allem zu den Feuerkorallen, Octocorallia, Steinkorallen, Filigrankorallen und schwarzen Korallen gehören. Die dominierenden riffbildenden Arten sind Lophelia pertusa und die zu den Oculinidae zählende (weiße) Madrepora oculata. Kaltwasserkorallenriffe sind unterhalb des Wellenbereiches, also unterhalb 100–300 m, zu finden. Sie bieten dann ähnlich wie ihre oberflächennahen Verwandten einer vielfältigen Tierwelt Lebensraum. Etwa 4000 Tierarten wurden in den Kaltwasserkorallenriffen nachgewiesen.

## Fortpflanzung
Siehe:
- Fortpflanzung der Steinkorallen
- Fortpflanzung der Oktokorallen

## Gefährdung
Die oben erwähnten Algen (Zooxanthellen) sind sehr temperaturempfindlich. Erwärmt sich das Wasser zu stark, beginnen sie, Giftstoffe zu produzieren, und werden daraufhin von den Korallen abgestoßen. Der weiße Kalkmantel bleibt bestehen, daher der Begriff Korallenbleiche. Durch die globale Erwärmung kommt es häufiger und länger andauernd zum „Überhitzen“ des Meerwassers. Dadurch verläuft eine ansonsten leicht verlaufende Korallenbleiche, von der sich eine Kolonie erholen kann, schwerer und führt schließlich zum Absterben.
Eine weitere Gefahr droht durch die Versauerung der Meere, die einen Teil der anthropogenen Emissionen von Kohlenstoffdioxid aufnehmen, was die Bildung neuer Kalkschalen hemmt. Steigt durch die Versauerung die Carbonat-Kompensationstiefe, sind auch Tiefwasserkorallen gefährdet.
Das Einleiten von Fäkalien scheint ebenfalls ein Faktor für die Korallenbleiche darzustellen, da sie an entsprechenden Stellen vermehrt beobachtet werden konnte. Als Auslöser werden coliforme Bakterien in den Fäkalien vermutet. Die Korallenbleiche hat in den letzten Jahren viele beliebte Tauchgebiete zerstört. Auch wenn noch nicht sicher ist, ab welcher Temperatur die Riffe aufgrund der oben genannten menschlichen Aktivitäten absterben, zeigen Korallenriffe in warmen Gebieten bereits erste Symptome einer irreversiblen Änderung des Ökosystems (Stand 2015). 2016 wurden bei der schwersten jemals gemessenen Korallenbleiche im Great Barrier Reef 55 % der Riffe schwer geschädigt, während es bei den beiden vorangegangenen schweren Bleichen 1998 und 2002 nur 18 % gewesen waren. Insgesamt waren 2016 93 % aller dortigen Riffe von der Bleiche betroffen.
In einer Laborstudie konnte gezeigt werden, dass manche Korallenarten durch Mikroplastik beeinträchtigt werden.
Durch Tiefseefischerei (Schlepp- und Grundnetzfischerei) sind Tiefseekorallen bedroht. Ein negativer Einfluss von Bohrplattformen zur Erdöl- oder Erdgasförderung in der Umgebung von Kaltwasserkorallenriffen wird nicht ausgeschlossen. Transkontinentale Unterwasserkabel zur Telekommunikation stellen ebenfalls eine Bedrohung dar.

## Schutz
Seit mehreren Jahrzehnten versuchen Enthusiasten wie Wolf Hilbertz, Tom Goreau oder die Global Coral Reef Alliance der Zerstörung der Korallenriffe entgegenzusteuern. Sie schaffen Nationalparks in den Meeren und versuchen künstliche Korallenriffe zu schaffen und absterbende Riffe zu erhalten. Dabei wurden die verschiedensten Methoden angewandt, wie der Riffball, die Biorock-Technologie, das Versenken von Schiffen, Flugzeugen und Fahrzeugen. Ein künstlich angelegtes Riff aus versenkten Autoreifen (Osborne-Riff) hat sich in den USA zur ökologischen Katastrophe entwickelt.

## Nutzen
Die kalkigen Achsenskelette einiger Oktokorallen und Schwarzen Korallen werden für die Schmuckherstellung verwendet. Diese Nutzung lässt sich bis in die vorgeschichtliche  Zeit nachweisen. Als Schmuckstein ist die rote Edelkoralle am begehrtesten.
Steinkorallen dienen teils auch seit Jahrhunderten als Baumaterial, etwa in der Altstadt von Dschidda.
In der Fauna dienen die lebenden wie auch abgestorbenen Korallen als Brutstätte und Kinderstube für viele Meeresbewohner. Hier finden sie Schutz vor ihren Feinden und genügend Nahrung. Im Lebensraum der Korallen existieren etwa ein Viertel aller bekannten Meeresfische.

## Brauch, Symbolik, Ikonografie und Heilkunde
Korallen und Korallenäste, vornehmlich von roter Farbe, wurden schon in vorgeschichtlicher Zeit als Schmuck und in der Antike für Amulette verwendet. Ihnen wurden magische Eigenschaften zugeschrieben und sie galten als Schutz gegen Krankheiten, Blitzschlag und Misswuchs.
Sie waren im alten Ägypten der Isis und in Rom der Venus heilig.
Rosenkränze aus Korallen („Paternosterkrallen“) waren im Nachmittelalter sehr beliebt.
Im italienischen Volksglauben schützen Korallen Kinder gegen Unheil. Daher findet man auch viele Darstellungen des Jesuskindes mit Korallenkette und Halsband mit Korallenast.
In der Profanikonographie ist die Korallenkette ein Attribut der Kindheit geworden. In der Erzählung „Der Leviathan“ von Joseph Roth spielt die Koralle eine zentrale symbolische Rolle.
Für das Mittelalter ist auch die heilkundliche Anwendung der Kalkskelette von weißen und roten Korallen (lateinisch Corallium, unterschieden in Corallium album und Corallium rubeum bzw. Corallium rubrum) belegt. Verwendet wurden sie zu Pulver gemahlen in Arzneitränken gegen Milz- und Harnsteinleiden.

## Geschichte

### Historische Abbildungen

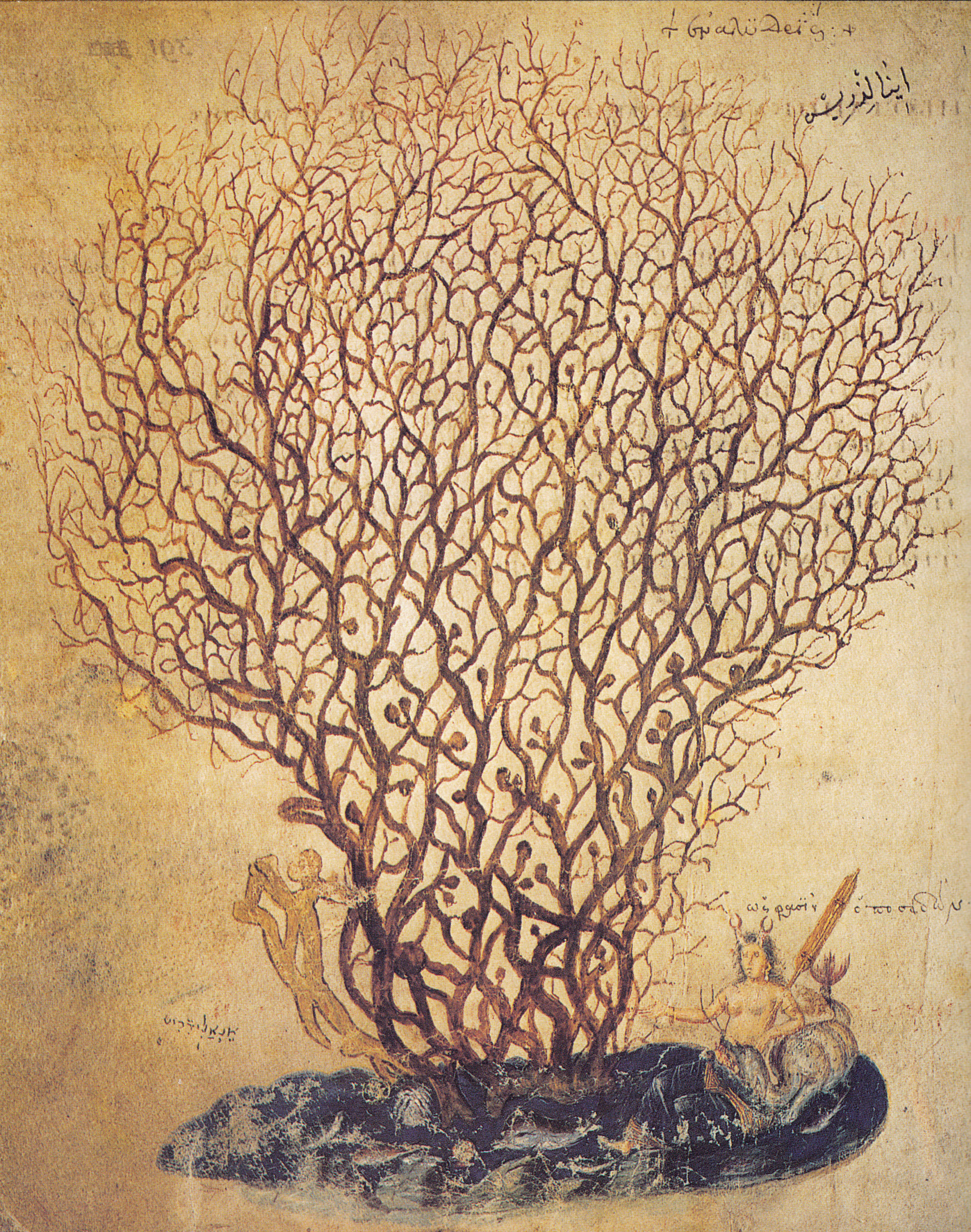
Wiener Dioskurides 6. Jahrhundert
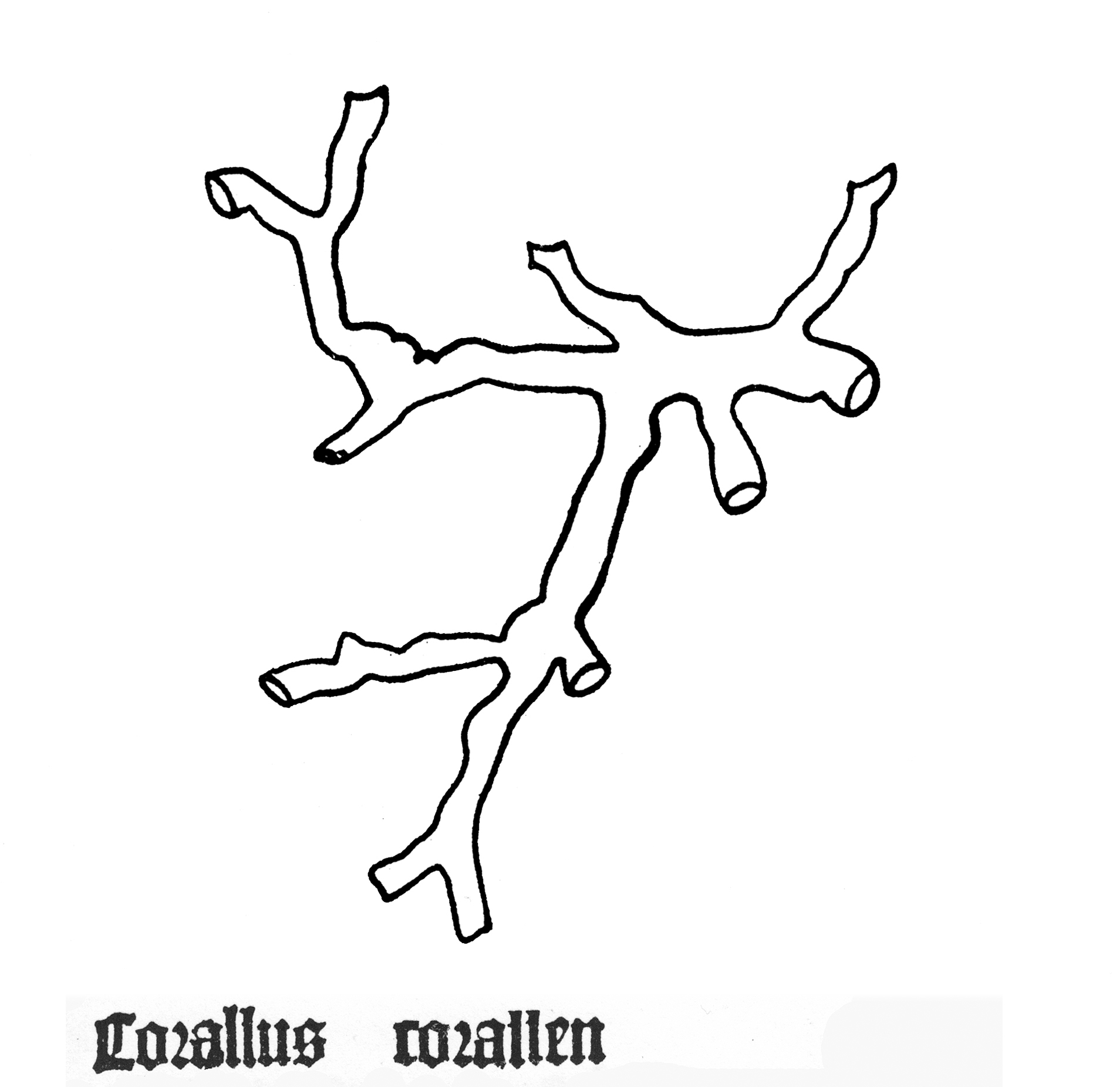
Gart der Gesundheit 1485
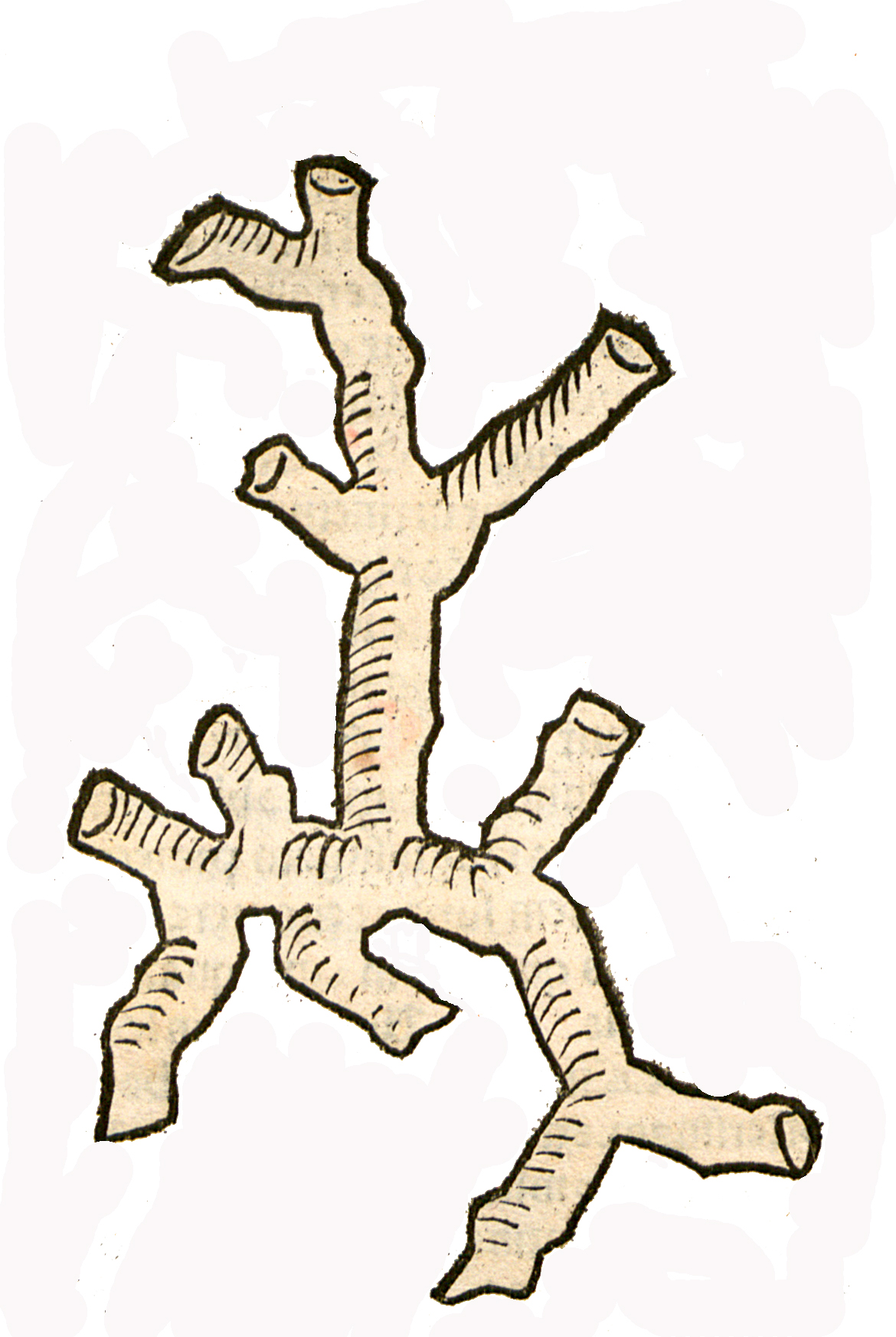
Hortus sanitatis 1491
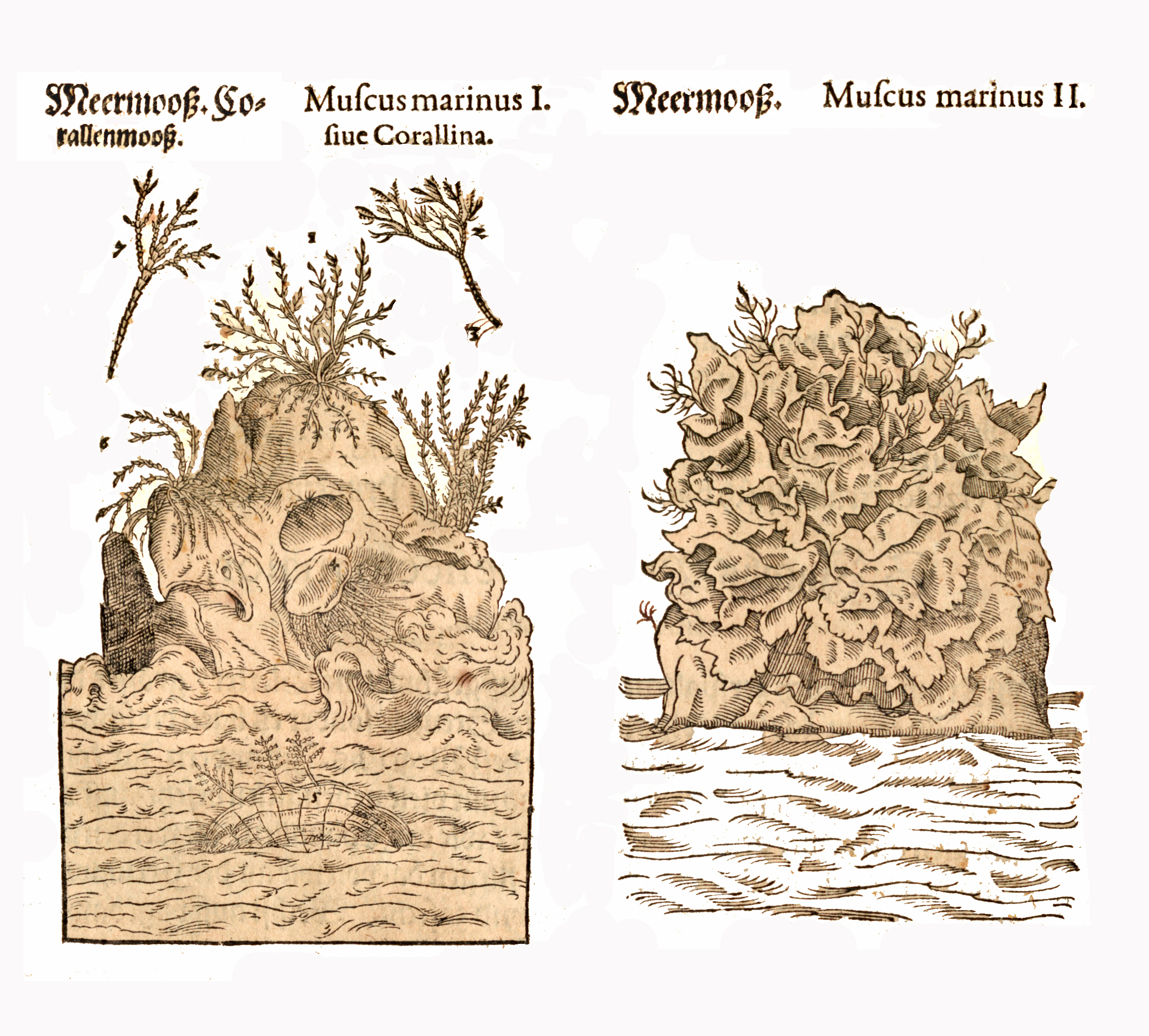
Mattioli/Handsch/Camerarius 1586
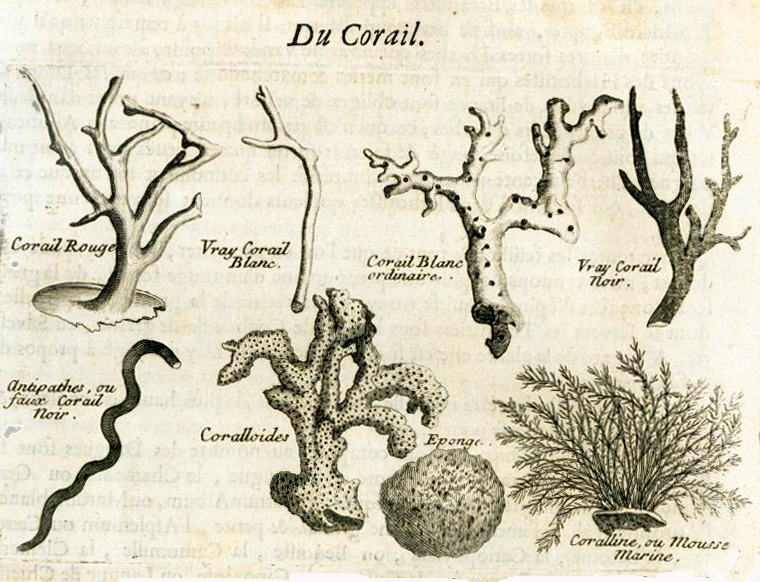
Pierre Pomet 1694